# کاملاً غریبه (ترانه دیپ پرپل)
«کاملاً غریبه» (به انگلیسی: Perfect Strangers) نام یک آهنگ از آلبومی به همین نام ساخت سال ۱۹۸۴ میلادی و ضبط شده در ژاپن از گروه موسیقی هارد راک دیپ پرپل است.
مضمون این آهنگ در بارهٔ تناسخ یک موجود در جسمی تازه است.
مکالمه‌ای بین خود گذشتهٔ موجود و خود کنونی موجود است. آهنگ در بارهٔ خاطراتی که این شخص در گذشته اش داشته سخن می‌گوید، اما آن‌ها (خود گذشته و خود کنونی شخص) باید با یک دیگر کاملاً غریبه و ناشناس بمانند.
این آهنگ یکی از چند آهنگ این گروه است که در آن تک نوازی گیتار الکتریک وجود ندارد و بیشتر از ریتم استفاده شده‌است. با این وجود گیتاریست گروه ریچی بلکمور این آهنگ را آهنگ مورد علاقهٔ خود معرفی کرده.

## سازندگان
- ریچی بلکمور - گیتاریست
- ایان گیلان - خواننده
- راجر گلوور - بیس
- جان لرد - ارگ
- ایان پیس - درامز

## ترانه و ترجمهٔ ترانه
ترانهٔ این آهنگ در اصل از کتاب الریک (به انگلیسی: Elric of Melniboné) نوشتهٔ مایکل مورکوک الهام گرفته شده‌است.
| می‌توانی به یادآوری؟ نام مرا؟                     |  | Can you remember remember my name                      |
| همانگونه که در طول زندگی تو جاری بودم            |  | As I flow through your life                            |
| هزاران اقیانوس لبریز بودم                        |  | A thousand oceans I have flown                         |
| و جان‌های سردی از یخ                              |  | And cold spirits of ice                                |
| در تمام زندگی ام                                 |  | All my life                                            |
| من بازتابی از گذشتهٔ تو هستم                      |  | I am the echo of your past                             |
| من بازگشتی از انعکاس یک نقطه از زمان هستم.       |  | I am returning the echo of a point in time             |
| چهره‌های درخشان دور                               |  | Distant faces shine                                    |
| هزاران جنگاور شناخته‌ام                           |  | A thousand warriors I have known                       |
| و خندیدنی که مانند ارواح می‌ماند.                 |  | And laughing as the spirits appear                     |
| در تمام زندگی ات                                 |  | All your life                                          |
| سایه‌های روزی دیگر                                |  | Shadows of another day                                 |
| و اگر سخن مرا بر باد می‌شنوی                      |  | And if you hear me talking on the wind                 |
| باید بدانی که                                    |  | You've got to understand                               |
| ما باید کاملاً غریبه بمانیم                       |  | We must remain,Perfect strangers                       |
| می‌دانم که باید درون این سکوت از غم و اندوه بمانم |  | I know I must remain inside this silent well of sorrow |
| رشته‌ای نقره گون آویخته از آسمان                  |  | A strand of silver hanging through the sky             |
| بیش از آن که می‌بینی را حس می‌کنی.                 |  | Touching more than you see                             |
| صدای سالیان سال در ذهن تو                        |  | The voice of ages in your mind                         |
| درد است با مردهٔ شب                               |  | Is aching with the dead of the night                   |
| زندگی گرانبها (اشکهایت در باران محو می‌شوند)      |  | Precious life (your tears are lost in Falling rain)    |
| و اگر سخن مرا بر باد می‌شنوی                      |  | And if you hear me talking on the wind                 |
| باید بدانی که                                    |  | You've got to understand                               |
| ما باید کاملاً غریبه بمانیم                       |  | We must remain,Perfect strangers                       |